# Del Rio (Texas)
Del Rio è una città di confine degli Stati Uniti d'America, capoluogo della Contea di Val Verde nello Stato del Texas. Al censimento del 2000 possedeva 33.867 abitanti passati a 36.582 secondo una stima del 2007.

## Geografia
La città è situata lungo le sponde del Rio Grande. Sulla sponda opposta si trova la città messicana di Ciudad Acuña, alla quale è connessa tramite il Lake Amistad Dam International Crossing e il Río-Ciudad Acuña International Bridge.

## Società

### Evoluzione demografica
Secondo il censimento del 2010, la popolazione era di 35.591 abitanti.

### Etnie e minoranze straniere
Secondo il censimento del 2010, la composizione etnica della città era formata dall'84,64% di bianchi, l'1,48% di afroamericani, lo 0,5% di nativi americani, lo 0,48% di asiatici, lo 0,1% di oceanici, il 10,74% di altre etnie, e il 2,05% di due o più etnie. Ispanici o latinos di qualunque etnia, erano l'84,09% della popolazione.